# Un parrain à la Maison Blanche
Un parrain à la Maison Blanche est une enquête journalistique de Fabrizio Calvi parue en 2020, relatant en détail les liens de Donald Trump avec les mafias italo-américaine et russe.
L'ouvrage s'appuie sur les confidences de Ron Fino, un agent infiltré du FBI à l'intérieur de la mafia et sur les témoignages d'agents du FBI qui ont tenté d'enquêter sur Donald Trump ou qui l'ont protégé.
Il a donné lieu à un film documentaire réalisé par David Carr-Brown diffusé fin octobre 2020 par la chaîne allemande ARD en Suisse par la RTS, au Canada, en Belgique et sur France 5.

## Résumé

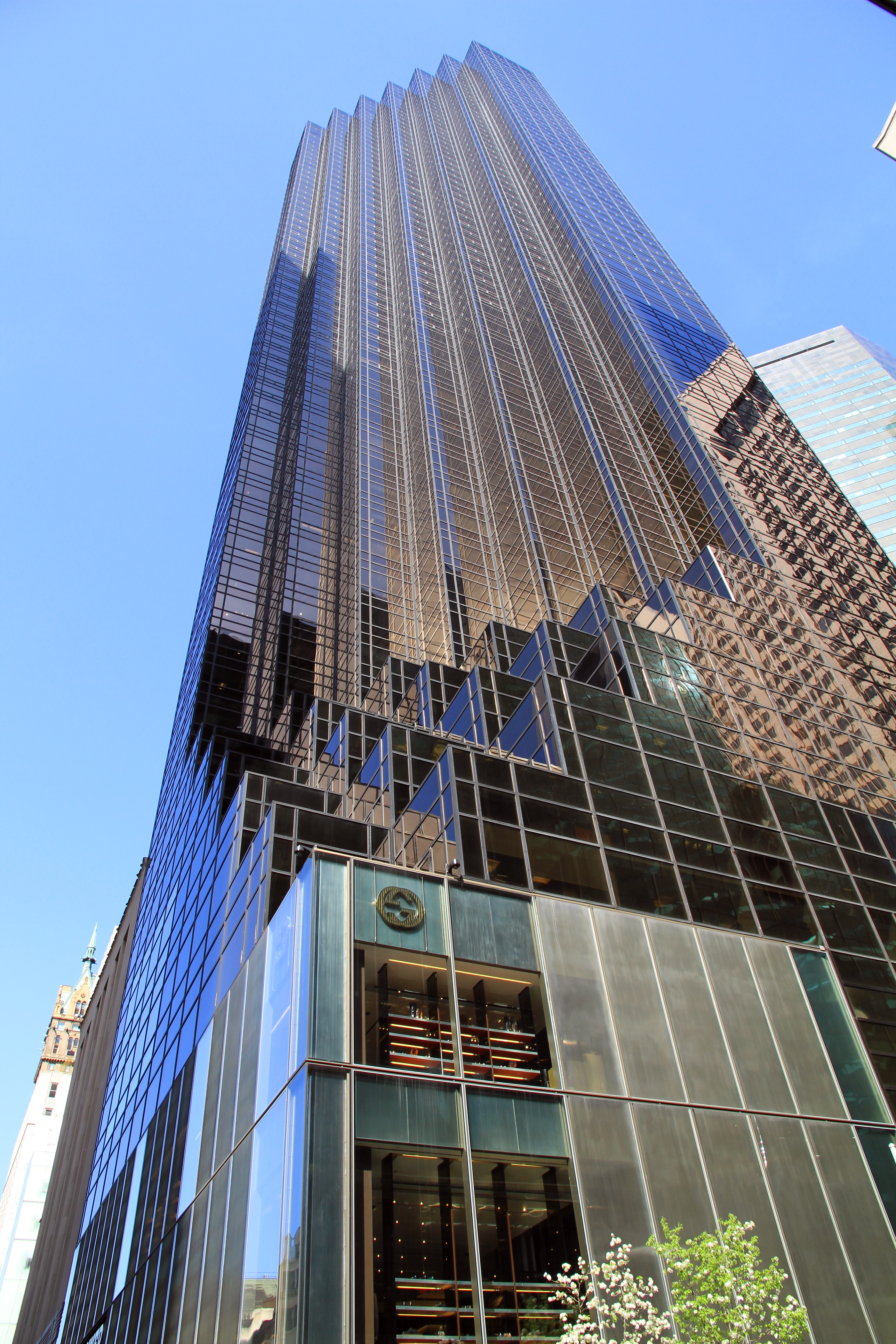
Vue de la Trump Tower de Manhattan depuis la Cinquième avenue. L'édifice est décrit par Calvi comme un repaire de personnalités du crime organisé, utilisé comme une vaste entreprise de blanchiment d'argent.

Rédigé à la manière d'un roman policier, le livre retrace l'historique des liens entre Trump et la mafia, depuis le début de sa carrière de promoteur immobilier à New-York, au début des années 1980, jusqu'à la campagne pour l'élection présidentielle de 2016. L'auteur utilise un réseau d'informateurs constitué tout au long de sa carrière de journaliste, notamment des agents du FBI et de la CIA, dont les confidences lui fournissent l'angle d’attaque de  son enquête. L'un d'entre eux lui a été particulièrement précieux : l'ex-syndicaliste Ronald Fino, un infiltré du FBI à l'intérieur de la mafia et des syndicats mafieux. Révolté par les injustices dont il est témoin, « il a eu de loin à faire aux entreprises de Donald Trump. Il a voulu enquêter sur lui, mais a été bloqué. Et il m'a ouvert ses archives. Le mouvement du livre était trouvé ».
De Theodore Roosevelt à Richard Nixon, les présidents américains ont tous entretenu des rapports ambigus avec la mafia, note Fabrizio Calvi, « mais aucun n'a eu partie liée avec elle comme Donald Trump ». Et notamment avec la mafia russe quand, ne trouvant plus aucun appui auprès des banques américaines, il obtient 2,5 milliards de dollars de la Deutsche Bank, nouvellement implantée aux États-Unis. Ces prêts auraient été accordés par une banque d'État russe, dirigée par un ami de Vladimir Poutine.
Le président étatsunien renvoie-t-il l'ascenseur ? « Sa politique antieuropéenne, anti-OTAN, pro-Brexit est plutôt favorable à la Russie [...] l'ingérence russe dans la campagne de 2016 est prête à recommencer ».
En juillet 2020, à quelques mois de l'élection présidentielle, Philippe Leruth note dans le quotidien belge L'Avenir : « Il a essayé de mouiller son adversaire démocrate, Joe Biden, et son fils dans une affaire en Ukraine. Et je suis sûr que, à nouveau, on se sert de données pour diffuser de fausses nouvelles vers des électeurs peu informés, afin de peser sur l'élection présidentielle. Une manœuvre authentiquement mafieuse... ».

## Personnalités dépeintes
Les vingt-quatre chapitres du livre composent une galerie de portraits « dignes d'un film de Martin Scorsese », selon les termes du journaliste français Denis Robert. Un index alphabétique des noms propres cités dans le texte, en fin d'ouvrage (pp 399-408) facilite les recherches concernant le rôle précis joué par chacune de ces personnes.
Outre la personnalité centrale de Donald Trump, celles qui gravitent autour et qui font l'objet d'une analyse fouillée se partagent entre membres de la mafia italo-américaine, agents du FBI et de la CIA ainsi que certains avocats, hommes politiques et hommes d'affaires entretenant des contacts plus ou moins étroits avec les mafias italo-américaine et russe.

### Membres des agences de renseignement (FBI et CIA)
- Ronald Fino, fils de Joseph Fino, qui fut brièvement le parrain de la famille de Buffalo de 1970 à 1972. Syndicaliste, infiltré du FBI au sein de la mafia et des syndicats mafieux.
- James Kallstrom (en). Ancien responsable du Bureau du FBI de New York. Tres proche de Donald Trump, soupçonné d'être derrière la révolte des agents du FBI pro-Trump contre leur directeur à la veille des élections présidentielles de 2016. Selon des anciens du FBI, Trump était un de ses informateurs dans les années 1990.
- Myron Fuller. Le premier agent du FBI qui a interrogé Donald Trump en 1976 sur ses liens avec la mafia entre autres avec le Parrain des parrains, Meyer Lansky.
- Walter Stowe. Agent du bureau du FBI de New York , Walter Stowe travaille étroitement avec Donald Trump afin de monter une opération d'infiltration de la mafia à partir d'un casino Trump à Atlantic City. En échange il aurait favorisé l'obtention du droit d'exploiter ledit casino.
- James Comey, directeur du FBI démis de ses fonctions en 2017 par Donald Trump qui lui reproche son manque de loyauté. Pourtant, à la veille des élections de novembre 2016, en annonçant l'ouverture d'une enquête sur Hillary Clinton il contribue à la victoire de Donald Trump.

### Membres de la mafia italo-américaine
- Anthony Salerno (en) dit « Gros Tony » (Fat Tony) Salerno, chef de la première famille mafieuse new-yorkaise, celle des Genovese. Il contrôle à la fois les syndicats et la construction à New York.
- Paul Castellano chef de la famille mafieuse des Gambino. Associé de Fat Tony Salerno. Son exécution par ce dernier le 16 décembre 1985 est racontée au neuvième chapitre, Donald et les Teamsters[3]
- Sammy Gravano, dit le « Sammy le Taureau » (Sammy The Bull). Numéro deux de la famille Gambino. Chargé de contrôler les syndicats il affirme que « sans moi Trump n'aurait jamais pu construire ses tours », lors d'une interview de Diane Sawyer de 1997[4].
- John Gotti, underboss de la famille Gambino. Il est le chauffeur de la limousine Lincoln utilisée par Sammy The Bull dans l'assassinat de Castellano. Après l'exécution de Paul Castellano il devient le chef de la Famille Gambino et délègue à Sammy Gravano le soin de gérer les syndicats, les entreprises de construction et les promoteurs immobiliers.

### Membres de la mafia russe
- Semion Moguilevitch (orthographié Sémion Mogilevich), dit Sveva, « le Cerveau »
- David Bogatin. Premier envoyé spécial de Moglievitch aux États-Unis. organise pour la mafia une vaste fraude à la TVA sur le pétrole et blanchit l'argent en achetant trois appartements dans la tour Trump. Possède une banque en Autriche et lance le premier réseau bancaire privé de la Pologne post communiste.
- Vyacheslav Ivankov (en). Successeur de Bogatin. Recherché par le FBI il se cache dans un appartement de la tour Trump.

### Autres personnalités

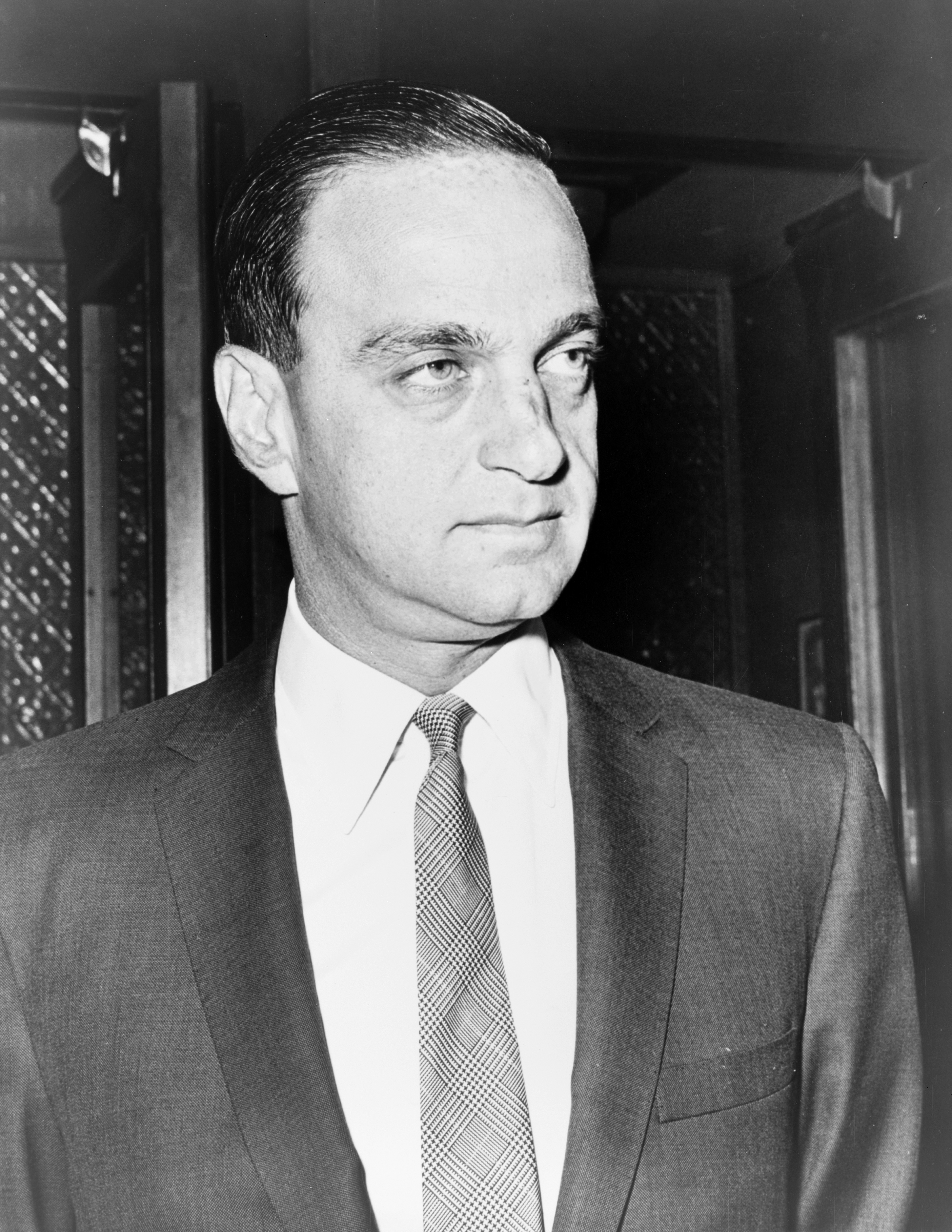
l'avocat Roy Cohn (1927-1986) soutient Donald Trump dans des affaires immobilières douteuses à New York, au début des années 1980.

- Roy Cohn : ancienne éminence grise du sénateur McCarthy, avocat de la mafia, il joue un rôle essentiel de conseiller de Trump au début de son ascension[5]. Décrit comme un véritable « génie du mal »[6], il inculque à Trump les trois piliers de son « amoralité » énoncés en ces termes :

« 1. Ne jamais négocier, ne jamais se rendre.

2. Contre-attaquer, répondre immédiatement aux poursuites par d'autres poursuites.

3. Peu importe ce qui se passe, peu importe la profondeur de la boue dans laquelle vous êtes, toujours proclamer la victoire et ne jamais admettre la défaite. »,
- John Cody. Dirigeant du syndicat des transports les Teamsters. Soupçonné d'avoir reçu en cadeau trois appartement de la tour Trump en échange de la paix sociale sur les chantiers de Trump
- Rudy Giuliani : le procureur de New York qui voulait enquêter sur Donald Trump, mais qui a bénéficié de son financement pour sa campagne électorale en vue de devenir maire de la ville. Par la suite Giuliani devient l'avocat de Donald Trump, mais ce dernier ne cache pas toujours un certain dédain à son égard.
- Felix Sater (en). Associé de Donald Trump (tour Trump SoHo, projet de tour Trump à Moscou), travaille aussi pour le FBI et la CIA.
- Tamir Sapir (en)
- Rosemary Vrablic (en). Directrice générale et principale gestionnaire de fortune de la filiale américaine de la Deutsche Bank (Deutsche Bank Trust Company Americas, DBTCA). Parmi ses clients on trouve Donald Trump et son gendre Jared Kushner[9],[10].

## Réception
Le livre reçoit dans l'ensemble un accueil favorable dans la presse. Le journaliste François Forestier de L'Obs lui consacre un article introduit en ces termes : « une enquête formidable ».  